# Дубок (озеро, Полоцкий район)
Дубо́к (устар. Задубье; бел. Дубок) — озеро на территории Полоцкого района в Витебской области Белоруссии. Находится в 10 км к северо-западу от Полоцка. Относится к бассейну Западной Двины.
Озеро Дубок располагается на высоте 137,4 м над уровнем моря около деревни Гвоздово в Боровухском сельсовете на северо-западе Полоцкого района. Котловина остаточного типа с лопастной формой вытянутой с северо-запада на юго-восток. Площадь озера составляет 38 га. Длина — 1,12 км, наибольшая ширина — 0,43 км. Береговая линия длиной 3,26 км, с двумя выраженными заливами на западе. Максимальная глубина — 7 м, средняя — 3,2 м. Объём воды в озере — 1,21 млн м³. Прозрачность — 4,3 м. Подвержено зарастанию. Дно сапропелистое, в восточной части — песчаное мелководье. Берега низкие, с зарослями кустарника, местами сплавинные и заболоченные. Площадь водосборного бассейна — 1,5 км². С северо-восточной стороны из озера вытекает ручей в Полюшку, правый приток Западной Двины.